# Baldwinia
Baldwinia je rod iz porodice Passifloraceae.
Ovaj rod nema priznatih vrsta. Nije riješen status jedne vrste.
Vodi se kao sinonim za Passiflora L.